# Stazione di Mishima
La stazione di Mishima (三島駅 Mishima-eki?) è una stazione della città di Mishima, nella prefettura di Shizuoka. Presso la stazione passano la linea ad alta velocità Tōkaidō Shinkansen e la linea tradizionale Tōkaidō, entrambe gestite da JR Central, e la linea privata Linea Izu-Hakone Sunzu delle Ferrovie Izuhakone.

## Linee
JR Central
■ Linea principale Tōkaidō
■ Tōkaidō Shinkansen
Ferrovie Izuhakone
Linea Izu-Hakone Sunzu

## Caratteristiche
La stazione JR di Mishima possiede due marciapiedi a isola serventi i binari 1-2-3-4. I binari 2 e 3 sono sulla linea primparia Tōkaidō, mentre gli altri due esterni sono usati per il passaggio dei treni espressi. Lo Shinkansen utilizza i binari 5 e 6, situati lungo un marciapiede centrale separato. La Linea Izu-Hakone Sunzu delle Ferrovie Izuhakone si trova collegata a quella delle linee regionali JR con un marciapiede laterale e due binari di testa. Tutti sono collegati da un sottopassaggio, con un mezzanino nel fabbricato di stazione, che è dotata di tornelli di accesso automatici che supportano la tariffazione elettronica TOICA.
| 1 | ■ Linea Izu-Hakone Sunzu   | per Daiba, Izu-Nagaoka e Shuzenji             |
| 1 | ■ Linea principale Tōkaidō | per Atami, Odawara, Yokohama e Tokyo          |
| 2 | ■ Linea principale Tōkaidō | per Numazu, Fuji e Shizuoka                   |
| 3 | ■ Linea principale Tōkaidō | per Atami, Odawara, Yokohama e Tokyo          |
| 4 | ■ Linea principale Tōkaidō | per Numazu, Fuji e Shizuoka                   |
| 5 | Tōkaidō Shinkansen         | per Nagoya, Shin-Ōsaka, Hiroshima e Hakata    |
| 6 | Tōkaidō Shinkansen         | per Odawara, Shin-Yokohama, Shinagawa e Tokyo |

## Stazioni adiacenti
| «                                     | Servizio                              | »                                     |
| Linea principale Tōkaidō (JR Central) | Linea principale Tōkaidō (JR Central) | Linea principale Tōkaidō (JR Central) |
| ------------------------------------- | ------------------------------------- | ------------------------------------- |
| Kannami                               | Locale                                | Numazu                                |
| Tōkaidō Shinkansen                    |                                       |                                       |
| Atami                                 | -                                     | Shin-Fuji                             |
| Linea Izu-Hakone Sunzu                |                                       |                                       |
| Capolinea                             | -                                     | Mishima-Hirokōji                      |